# Diretmidae
Diretmidae — родина променеперих риб. Традиційно відносилася до ряду беріксоподібних (Beryciformes), але у 2013 році виокремлений до ряду Trachichthyiformes. Містить 4 сучасних види у 3 родах.

## Опис
До родини належать глибоководні риби, що поширені у всіх морях. Тіло стиснуте з боків, темно-сріблястого кольору, завдовжки до 37 см. В основі плавці є масивні колючки. Бічної лінії немає. Тіло Викопний рід Absalomichthys описаний з пізньоміоценових відкладень Каліфорнії.